# Hermaia
Hermaia ou Hermeia era um festival dedicado a Hermes, celebrado na Grécia Antiga. Um festival importante ocorria na cidade de Pheneos, onde acreditava-se que Hermes nascera.
A Hermaia se celebrava com sacrifícios a Hermes e jogos atléticos e ginásticos, tendo sido estabelecida possivelmente no século VI ou V a.C. Ésquines disse que as leis reguladoras das Hermaias haviam sido estabelecidas por Sólon ou Drácon, mas não há documentação sobre os ginasiarcas antes do século IV a.C. Entretanto, Platão referiu que Sócrates assistiu a uma Hermaia. De todos os festivais gregos envolvendo jogos, as Hermaias eram os que mais se aproximavam do caráter de uma iniciação, até porque a participação neles era restrita a jovens (ageneioi) e meninos (paides), excluindo adultos. A premiação não contemplava apenas a vitória pura e simples, mas várias outras aptidões. Tendo um caráter iniciatório, os vencedores das Hermaias voltavam para suas cidades como heróis e adultos que haviam adquirido honra (timé). A Hermaia de Pellene se tornou particularmente concorrida, atraindo competidores de regiões distantes. Seu prêmio era um manto grosso.
Por outro lado, as Hermaias adquiriram uma fama como uma ocasião em que homens adultos procuravam jovens como amantes, o que levou à criação de leis em Atenas, no século IV a.C., contra a presença de adultos nos jogos. Isso se deveu ao uso abusivo de um festival sagrado para fins profanos, e não porque houvesse uma censura ao relacionamento homossexual masculino, pois é sabido que naquela época a sociedade grega, dentro do contexto da paideia, via tal relação como benéfica e útil para a educação do jovem, tendo também uma feição iniciática. Um documento preservou o regulamento das Hermaias celebradas em Beroia, na Macedônia, já na era cristã, e é de interesse sua transcrição parcial:
"O ginasiarca deverá celebrar a Hermaia no mês de Hyperberetaeus, deve sacrificar a Hermes e oferecer como prêmio uma arma e três outros para a aptidão física (euexia), boa disciplina (eutaxia) e treinamento diligente (philoponia) para competidores de até trinta anos. O ginasiarca escolherá uma lista de sete homens dentre os presentes, que julgarão o concurso de boa disciplina, deve fazer um sorteio e escolher três que devem jurar por Hermes que julgarão justamente aqueles que estiverem em melhor condição física, sem favoritismo ou hostilidade de qualquer espécie... Os vencedores receberão coroas naquele dia e serão autorizados a prenderem uma faixa à cabeça de quem quiserem. Na Hermaia o ginasiarca também organizará uma corrida de tochas para meninos e jovens. Os sacerdotes devem receber, ao celebrar a Hermaia, de cada um que frequentar o ginásio, não mais que duas dracmas, e devem festejá-los no ginásio, e devem apontar sucessores para a Hermaia futura. Os treinadores também devem sacrificar a Hermes ao mesmo tempo que os sacerdotes, e não devem receber mais de uma dracma de cada menino, e devem dividir entre eles a carne do sacrifício... Os vencedores devem dedicar os prêmios que receberem para o próximo ginasiarca, dentro do prazo de oito meses, senão o ginasiarca imporá uma multa de cem dracmas. O ginasiarca tem o poder de açoitar e multar quem ficar conversando ou não competir justamente nos jogos, e também se alguém ceder a vitória a outro..." 